# Đonaj
Gjonaj en albanais et Đonaj en serbe latin (en serbe cyrillique : Ђонај) est une localité du Kosovo située dans la commune/municipalité de Prizren et dans le district de Prizren/Prizren. Selon le recensement kosovar de 2011, elle compte 4 818 habitants.

## Démographie

### Évolution historique de la population dans la localité
| 1948  | 1953  | 1961  | 1971  | 1981  | 1991  | 2011  |
| ----- | ----- | ----- | ----- | ----- | ----- | ----- |
| 1 350 | 1 387 | 1 577 | 2 177 | 2 958 | 3 666 | 4 818 |

|  |

### Répartition de la population par nationalités (2011)
En 2011, les Albanais représentaient 99,73 % de la population.